# John Green (kompozytor)
Johnny Green (ur. 10 października 1908 w Nowym Jorku, zm. 15 maja 1989 w Beverly Hills) – amerykański dyrygent i kompozytor, twórca muzyki filmowej. Laureat pięciu Oscarów.

## Wyróżnienia
Posiada swoją gwiazdę na Hollywoodzkiej Alei Gwiazd.